# مالکیت زمین

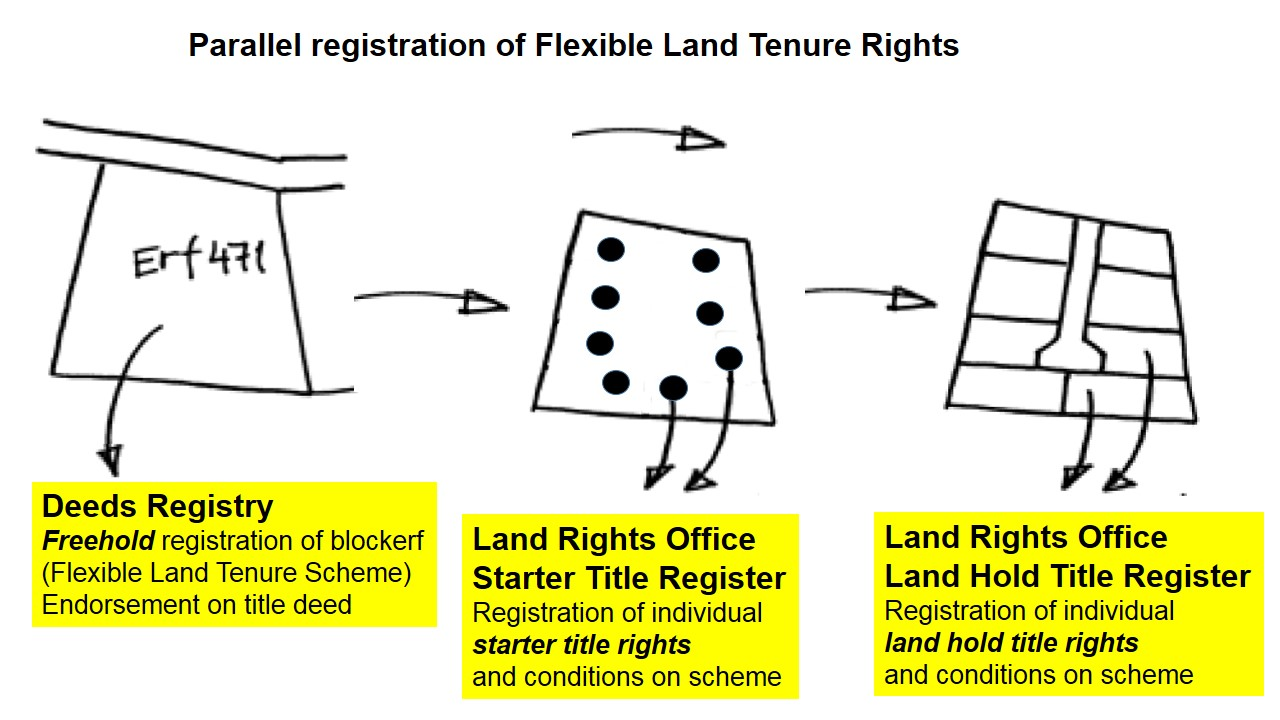
ثبت موازی حقوق مالکیت زمین انعطاف‌پذیر

در سیستم‌های حقوقی کامن لا، مالکیت زمین (به انگلیسی: Land tenure) رژیم حقوقی است که در آن زمین متعلق به فردی است که گفته می‌شود زمین را «نگهداری» می‌کند. تعیین می‌کند که چه کسی می‌تواند از زمین، برای چه مدت و تحت چه شرایطی استفاده کند. تصدی ممکن است هم بر اساس قوانین و سیاست‌های رسمی و هم بر اساس آداب و آیین غیررسمی باشد. به عبارت دیگر، سیستم تصرف زمین به معنای سیستمی است که بر اساس آن زمین در اختیار یک فرد یا کشاورز واقعی زمین است. حقوق و مسئولیت‌های مالک را در ارتباط با مالکیت آنها تعیین می‌کند. فعل فرانسوی «تنیر» به معنای نگهداشتن است و «مستأجر» فعل کنونی «تنیر» است. پادشاه مقتدر، معروف به تاج، زمین را در اختیار داشت. همه مالکان خصوصی یا مستأجر یا مستأجر فرعی آن هستند. تصدی به معنای رابطه بین مستأجر و مالک است، نه رابطه بین مستأجر و زمین. در طول تاریخ، بسیاری از شکل‌های مختلف مالکیت زمین، به عنوان مثال، روش‌های مالکیت زمین، ایجاد شده‌است.

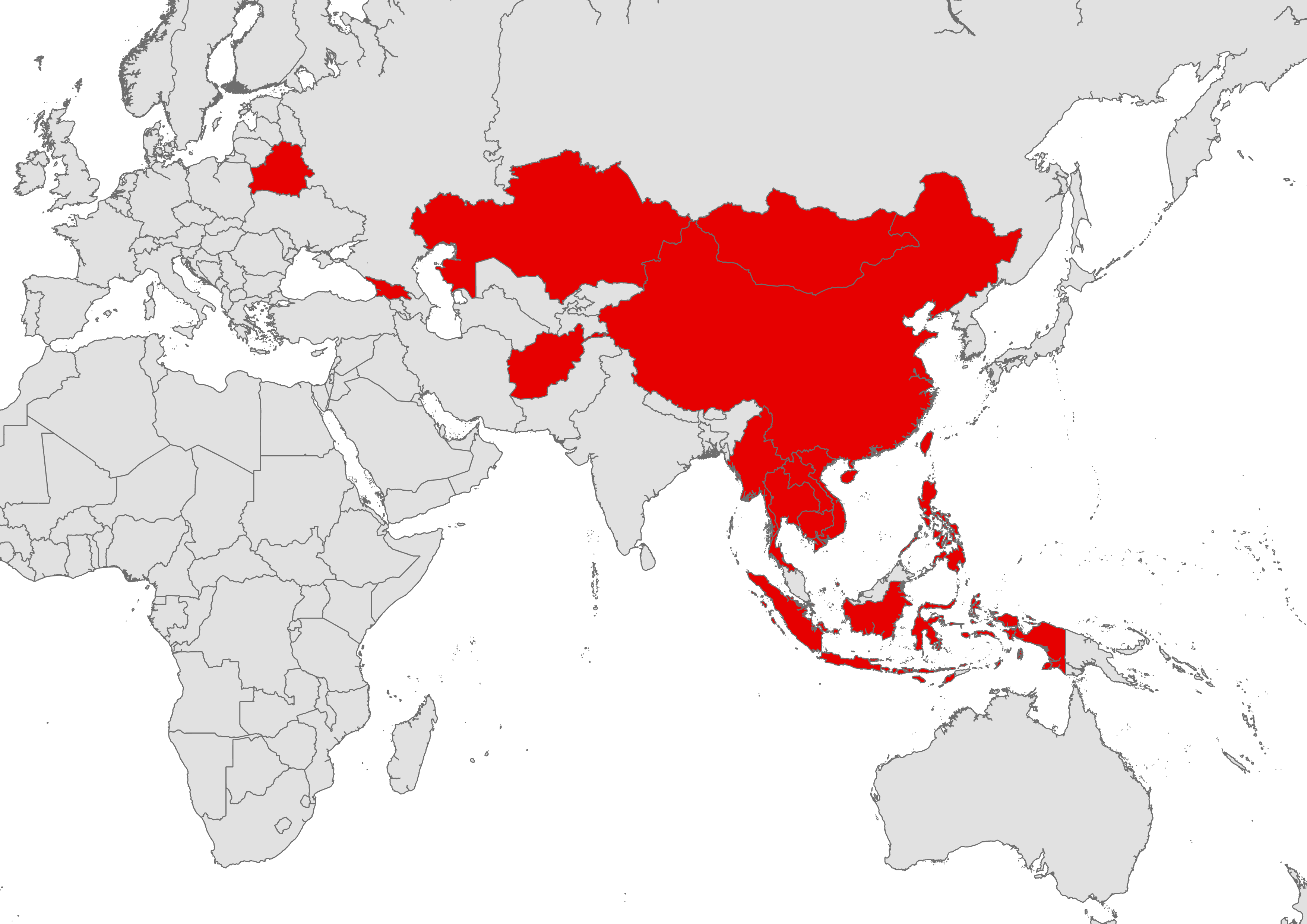
نقشه کشورهایی که مالکیت زمین خارجی از سال ۲۰۲۱ ممنوع است